# Juan Ignacio Martínez Jiménez
Juan Ignacio Martinez Jiménez (Torrevieja, 24 juni 1964) is een Spaanse trainer. 

## Voetballer
Als voetballer kende hij maar een bescheiden carrière. Hij speelde in de divisies Segunda División B en Tercera División bij ploegen uit Elche (reserveteam), Benicarló, Melilla, Almansa, Alicante en Torrevieja. 

## Trainer
Zijn carrière als trainer startte hij bij de jeugdploegen van deze laatstvermelde ploeg waarna hij doorgroeide naar Tercera División ploegen Alicante CF, Orihuela CF en AD Mar Menor. Zijn eerste grote uitdaging kende hij tijdens het seizoen 2005-2006 bij Segunda División B club FC Cartagena, waarmee hij kampioen werd maar verrassend de eindronde verloor en zo de promotie aan zijn neus zag voorbijgaan. Hij verhuisde tijdens het seizoen 2006-2007 naar reeksgenoot CD Alcoyano. Hij slaagde er nogmaals in om de ploeg te kwalificeren voor de eindronde, maar de laatste wedstrijd werd verloren tegen Burgos met de penalty’s. Vanaf deze periode ging hij met wisselend succes ploegen trainen van de Segunda División A: UD Salamanca (7de plaats tijdens seizoen 2007-2008 en contract dat nog liep voor het volgende seizoen opgezegd door de club), Albacete Balompié (15de plaats tijdens seizoen 2008-2009 en ontslagen tijdens de competitie) en FC Cartagena (5de plaats tijdens seizoen 2009-2010 en de 13de plaats tijdens het seizoen 2010-2011). Deze laatste twee seizoenen zette hem op de kaart als een gerespecteerde en talentvolle trainer.
Dankzij dit beeld over zijn kwaliteiten, versiert hij voor het seizoen 2011-2012 een contract met een bescheiden ploeg uit de Primera División, Levante UD. Dit eerste seizoen werd een groot succes met een zesde plaats en een ticket voor de Europa league. Tijdens het daaropvolgende seizoen 2012-2013 behaalde de ploeg een mooi Europees debuut en werd slechts in de achtste finale uitgeschakeld door het Russische Roebin Kazan. In de competitie werd een goede start afgewisseld door een moeilijke terugronde.
Op dinsdag 18 juni 2013 tekende hij een tweejarig contract met reeksgenoot Real Valladolid, waar hij de Serviër Miroslav Đukić vervangt die op zijn beurt naar Valencia CF trekt. Op 15 februari 2014, in de wedstrijd tegen Atletico Madrid in het Estadio Vicente Calderón, leidde Martinez zijn honderdste wedstrijd op het hoogste Spaanse niveau: 76 met Levante en tot dan 24 met Valladolid. Toen de ploeg tijdens de laatste wedstrijd van de competitie het behoud niet veilig kon stellen, verliet hij de ploeg uit Castilië en León.
Op 11 december 2014 tekende hij een contract bij UD Almería, een ploeg uit de onderste regionen van de Primera División. Hij zou op 5 april 2015 zelf ontslagen worden na een 1-4 verlies tegen zijn ex-ploeg uit Levante. In het totaal zou hij de ploeg tijdens 17 officiële wedstrijden leiden, waarvan hij er 5 won, 4 gelijk speelde en 8 verloor. Op het einde van het seizoen zou de ploeg op de negentiende plaats eindigen, wat de degradatie betekende.
Einde december 2015 werd zijn naam vernoemd bij Real Zaragoza, een ploeg uit de Segunda División A, die zo snel als mogelijk wilde terugkeren naar het hoogste niveau. Toen bleek dat het loon slechts 60.000 EUR tot het einde van het seizoen zou zijn, haakte de coach af.
In september 2016 tekende hij een contract als persoonlijke raadgever van Xu Genbao, geldschieter van La Hoya Lorca CF. Tijdens de maand november 2016 zou hij trainer worden van diens Chinese club Shanghai Shenxin, die op het tweede niveau uitkwam.  Op het einde van het seizoen zou de ploeg op de tiende plaats eindigen.  Tijdens de maand augustus 2017 zou Martinez geschiedenis schrijven door zich te plaatsen voor de halve finales van de Chinese voetbalbeker.  Dit resultaat werd bereikt door de topploeg Jiangsu Suning FC uit te schakelen.  Toen de ploeg in november 2017 op een zevende plaats het seizoen afsloot en zo veraf bleef van een promotie plaats, werd zijn contract niet verlengd.
Hij zou zijn Chinees avontuur echter verderzetten. Voor het daaropvolgend seizoen tekende hij in december 2017 bij een nieuwkomer van het tweede niveau, Meizhou Meixian Techand F.C..  Op 24 september 2018 werd hij na vier opeenvolgende nederlagen aan de deur gezet.
Tijdens de maand juni 2019 zou hij een contract tekenen bij Al-Arabi, een ploeg op dat ogenblik spelend in de Premier League van Koeweit.  Op het einde van het seizoen werd zijn contract niet verlengd.
Op 14 december 2020 tekende hij een contract bij Real Zaragoza, dat zich na achttien speeldagen op de voorlaatste plaats van de Segunda División A bevond. Al einde debember 2015 was zijn naam bij deze ploeg gevallen, maar toen werd er geen akkoord over de financiële voorwaarden gevonden.  Hij zou de ploeg van de eenentwintigste naar de vijftiende brengen, wat de redding betekende.  Daarom werd zijn contract verlengd voor het seizoen 2012-2022.  Dit tweede seizoen was veel minder succesvol aangezien de ploeg nooit voor de prijzen mee vocht en vooral in de ondere regio streed voor het behoud. Uiteindelijk zou de ploeg tiende worden, niet genoeg om de samenwerking verder te zetten.